# Bactrocera tsuneonis
Bactrocera tsuneonis
 es una especie de insecto díptero que Miyake describió científicamente por primera vez en 1919. Esta especie pertenece al género Bactrocera de la familia Tephritidae.